# ISO 20000
ISO 20000 — международный стандарт для управления и обслуживания IT сервисов. Данный стандарт был создан в 2005 году Британским институтом стандартов(BSI) и заменил более ранний стандарт BS 15000.
ISO 20000 «Информационные технологии. Управление услугами. Часть 2: Кодекс практики» (Information technology — Service management. Part 2: Code of Practice) — это практические рекомендации для процессов, требования к которым сформулированы в первой части. Содержит руководство, состоящее из 10 разделов, для аудиторов и компаний, намеревающихся пройти сертификацию.
С одной стороны, отечественный ГОСТ разработан методом аутентичного перевода оригинального текста ISO 20000, то есть с точки зрения «буквы закона» эти стандарты одинаковы и эквивалентны.   С другой стороны, они совершенно разные с точки зрения «правоприменительной практики», ведь сертификацию на соответствие ГОСТ Р ИСО/МЭК 20000 производят организации, не имеющие никакого отношения к структуре регистраторов ISO.

## Разновидности стандартов
К настоящему времени действуют следующие аутентичные российские стандарты:
- ГОСТ Р ИСО/МЭК 20000-1-2013 Информационная технология (ИТ). Управление услугами. Часть 1. Требования к системе управления услугами[1]
- ГОСТ Р ИСО/МЭК 20000-2-2010 Информационная технология (ИТ). Менеджмент услуг. Часть 2. Кодекс практической деятельности[2]
- ГОСТ Р ИСО/МЭК 20000-3-2014 Информационная технология (ИТ). Управление услугами. Часть 3. Руководство по определению области применения и применимости ИСО/МЭК 20000-1[3]

ISO 20000-1 представляет собой подробное описание требований к системе менеджмента ИТ сервисов и ответственность за инициирование, выполнение и поддержку в организациях. Эта часть состоит из 10 разделов, 13 процессов, собранных в пять ключевых групп:
1. Процессы предоставления сервисов (Service delivery process): в группу входят управление уровнем сервисов, управление непрерывностью и доступностью, управление мощностями, отчётность по предоставлению сервисов, управление информационной безопасностью, бюджетирование и учёт затрат.
2. Процессы управления взаимодействием (Relationship processes): эта область включает в себя управление взаимодействием с бизнесом, управление поставщиками.
3. Процессы разрешения (Resolution processes): разработчики стандарта фокусируются на инцидентах, которые удалось предотвратить или успешно разрешить – управление проблемами, управление инцидентами.
4. Процессы контроля (Control processes): в данном разделе рассматриваются процессы управления изменениями и конфигурациями.
5. Процессы управления релизами (Release process): речь идёт о выработке новых и коррекции уже имеющихся решений.

## Особенности изменения стандартов
В 2011 году стандарт ISO 20000 получил обновление — вышла новая редакция ISO/IEC 20000:2011.
Авторы стандарта отметили следующие изменения в этой версии:
- более тесное «выравнивание» (alignment) со стандартом ISO 9001;
- более тесное «выравнивание» со стандартом ISO 27001 (см. также ГОСТ Р ИСО/МЭК 27013-2014[4]);
- изменения в терминологии для отражения специфики интернационального применения;
- добавление большого количества новых определений терминов, изменение некоторых ранее существовавших и удаление двух определений;
- объединение разделов 3 и 4 версии ISO/IEC 20000–1:2005, чтобы собрать все общие требования к системе управления ИТ-услугами в одном разделе стандарта;
- разъяснения к требованиям надзора (governance) над процессами, которые выполняются третьими сторонами, вовлечёнными в предоставление или потребление ИТ-услуг;
- разъяснения по определению границ сертификации (области охвата сертифицируемой системы управления ИТ-услугами);
- разъяснения применения методологии (methodology) PDCA к системе управления ИТ-услугами и, в частности, к процессам и к ИТ-услугам;
- появление новых требований к проектированию и внедрению (design and transition) новых и изменённых ИТ-услуг.